# Église Santi Demetrio e Bonifacio
L'église Santi Demetrio e Bonifacio est une église désaffectée du centre historique de Naples située piazzetta Monticelli. Fermée au culte, elle est gérée aujourd'hui par la faculté d'architecture de l'université de Naples Frédéric-II. Elle est dédiée à saint Démètre et à saint Boniface.

## Histoire
L'église est construite en 1706 selon les plans de Giovan Battista Nauclerio et commandée par les pères somasques,  afin de remplacer leur chapelle attenante à un vieux monastère bénédictin devenu leur propriété en 1616. Ce dernier est démoli et laisse la place à deux palais, le palais des ducs de Casamassima et le palazzo Penne (it) qui devint ensuite le couvent des somasques.
Lorsque les congrégations religieuses sont dispersées au début du XIXe siècle, les somasques sont expulsés et leur église devient une église dépendant directement de l'archidiocèse de Naples.

## Intérieur

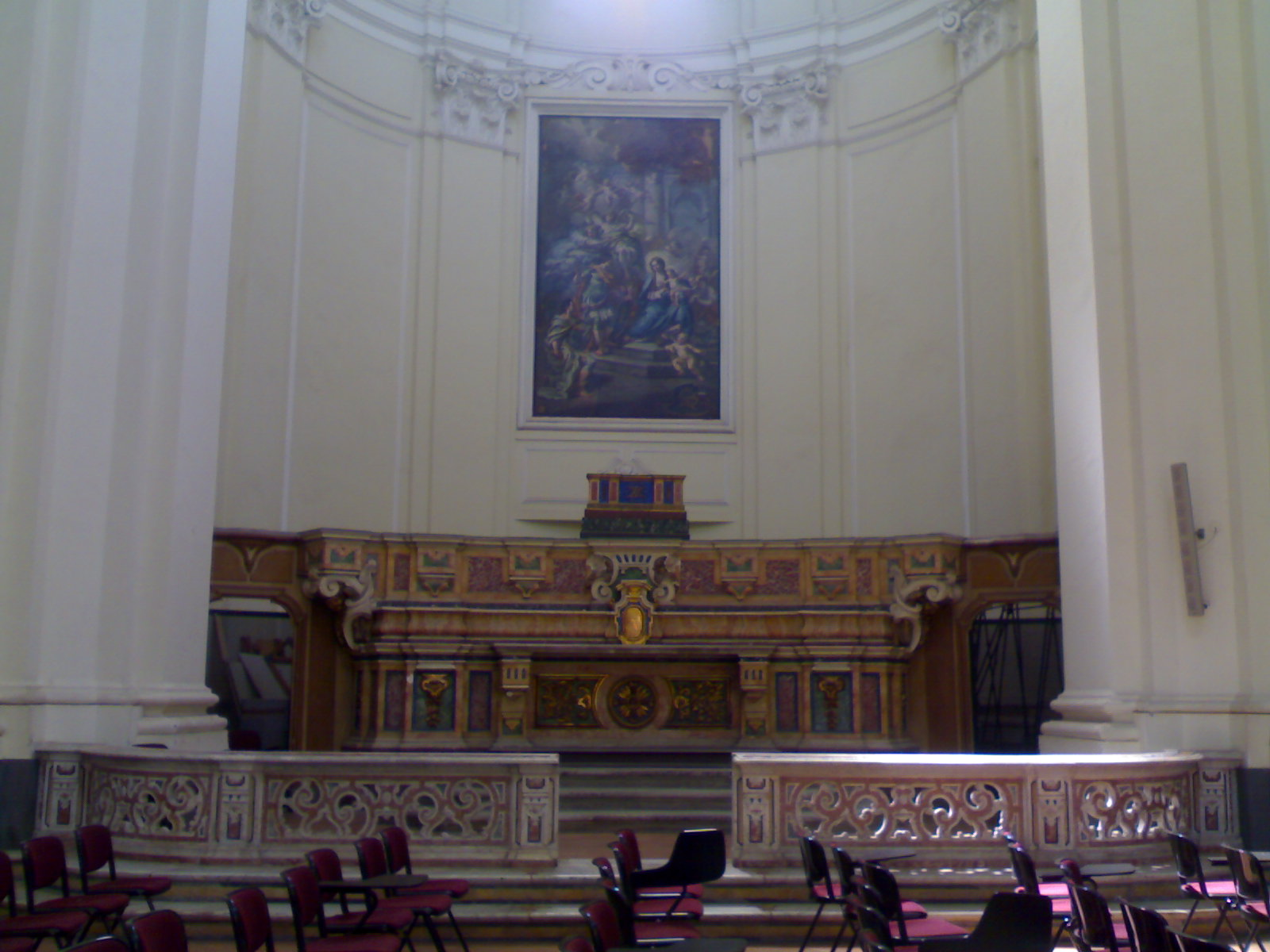
L'intérieur

La structure de l'édifice présente un plan en croix grecque avec des exèdres de côté; l'intérieur désormais privé d'ornements conserve encore cependant trois tableaux d'autel datant de 1748 : La Vierge à l'Enfant avec saint Démètre et saint Boniface de Nicola Maria Rossi, La Vierge à l'Enfant avec saint Paul Ermite, saint Léonard et saint Ignace Martyr d' Antonio Romeo et enfin La Vierge à l'Enfant avec saint Jérôme Émilien de Gennaro Gamba.
Le maître-autel de bois est décoré de stucs avec des panneaux de faux marbre.

## Bibliograohie
- (it) Vincenzo Regina, Le chiese di Napoli. Viaggio indimenticabile attraverso la storia artistica, architettonica, letteraria, civile e spirituale della Napoli sacra, Newton & Compton editore, Naples, 2004.

## Source de la traduction
- (it) Cet article est partiellement ou en totalité issu de l’article de Wikipédia en italien intitulé « Chiesa dei Santi Demetrio e Bonifacio » (voir la liste des auteurs).